# Coordenadas cónicas

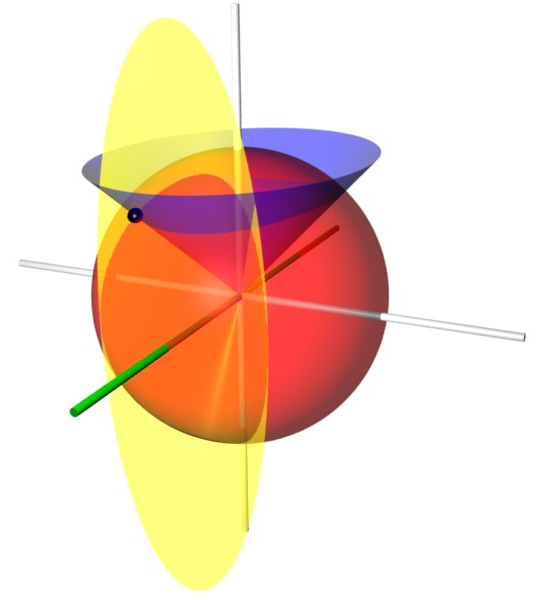
Superficies de las coordenadas cónicas. Las constantes b y c fueron elegidas como 1 y 2, respectivamente. La esfera roja representa r= 2, el cono elíptico azul alineado con el eje z vertical representa μ=cosh(1) y el cono elíptico amarillo alineado con el eje x (verde) corresponde a ν^{2}= 2/3. Las tres superficies se cruzan en el punto P (que se muestra como una esfera negra) con coordenadas cartesianas aproximadamente (1,26, -0,78, 1,34). Los conos elípticos cruzan la esfera según cónicas esféricas

Las coordenadas cónicas, a veces llamadas coordenadas esferoconales o esferocónicas, son un sistema de coordenadas tridimensional ortogonal que consta de esferas concéntricas (descritas por su radio r) y por dos familias de conos elípticos perpendiculares entre sí, alineados según los ejes z y x, respectivamente. Las intersecciones entre cada uno de los conos y la esfera forman dos cónicas esféricas.

## Definiciones básicas
Las coordenadas cónicas {\displaystyle (r,\mu ,\nu )} están definidas por
{\displaystyle x={\frac {r\mu \nu }{bc}}}
{\displaystyle y={\frac {r}{b}}{\sqrt {\frac {\left(\mu ^{2}-b^{2}\right)\left(\nu ^{2}-b^{2}\right)}{\left(b^{2}-c^{2}\right)}}}}
{\displaystyle z={\frac {r}{c}}{\sqrt {\frac {\left(\mu ^{2}-c^{2}\right)\left(\nu ^{2}-c^{2}\right)}{\left(c^{2}-b^{2}\right)}}}}
con las siguientes limitaciones en las coordenadas
{\displaystyle \nu ^{2}<c^{2}<\mu ^{2}<b^{2}.}
Las superficies de constante r son esferas de ese radio centradas en el origen
{\displaystyle x^{2}+y^{2}+z^{2}=r^{2},}
mientras que las superficies de constantes {\displaystyle \mu } y {\displaystyle \nu } son conos mutuamente perpendiculares
{\displaystyle {\frac {x^{2}}{\mu ^{2}}}+{\frac {y^{2}}{\mu ^{2}-b^{2}}}+{\frac {z^{2}}{\mu ^{2}-c^{2}}}=0}
y
{\displaystyle {\frac {x^{2}}{\nu ^{2}}}+{\frac {y^{2}}{\nu ^{2}-b^{2}}}+{\frac {z^{2}}{\nu ^{2}-c^{2}}}=0.}
En este sistema de coordenadas, tanto la ecuación de Laplace como la ecuación de Helmholtz son separables.

## Factores de escala
El factor de escala para el radio r es uno (hr= 1), como en las coordenadas esféricas. Los factores de escala para las dos coordenadas cónicas son
{\displaystyle h_{\mu }=r{\sqrt {\frac {\mu ^{2}-\nu ^{2}}{\left(b^{2}-\mu ^{2}\right)\left(\mu ^{2}-c^{2}\right)}}}}
y
{\displaystyle h_{\nu }=r{\sqrt {\frac {\mu ^{2}-\nu ^{2}}{\left(b^{2}-\nu ^{2}\right)\left(c^{2}-\nu ^{2}\right)}}}.}